# Immanuel Löw

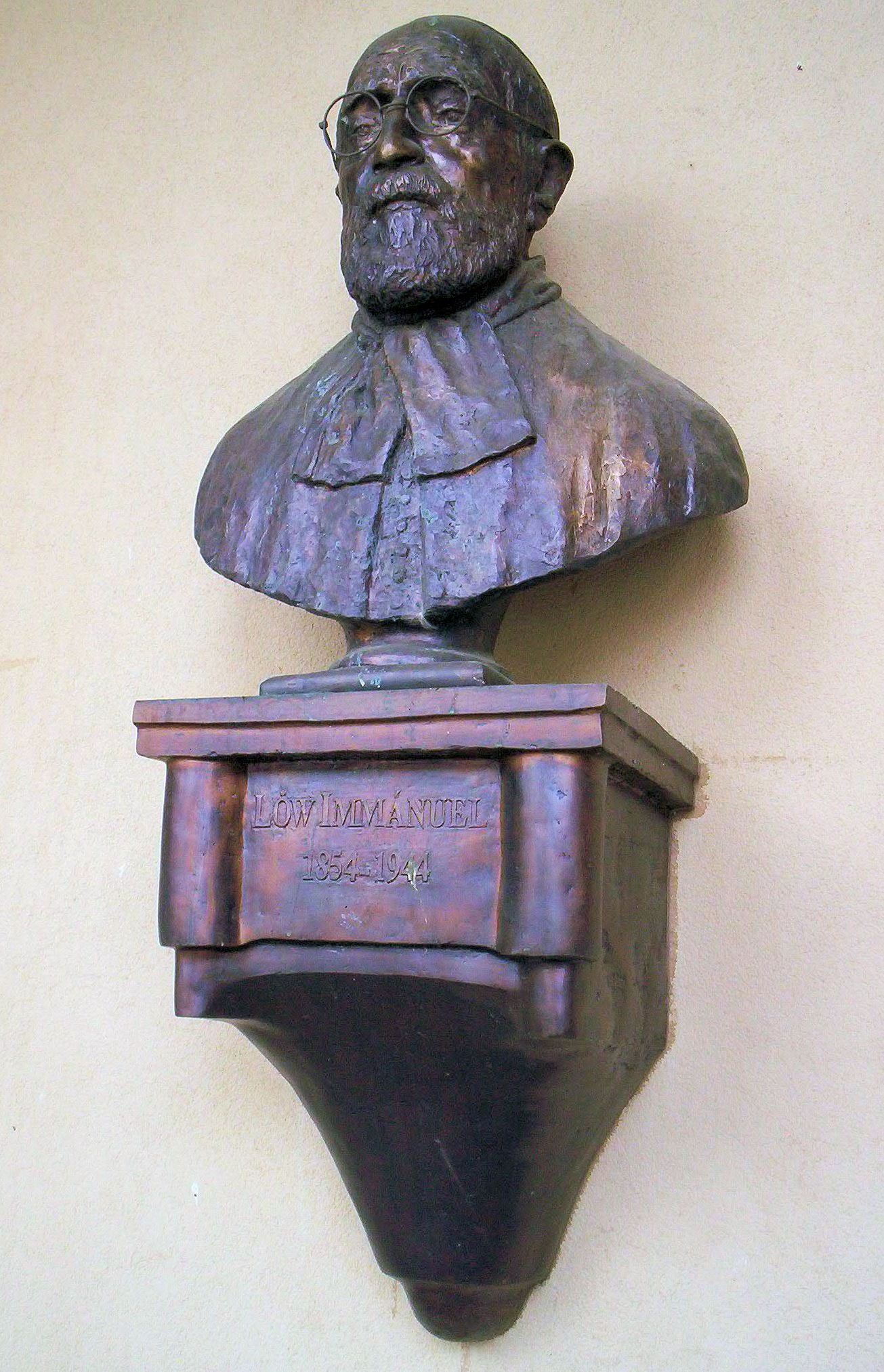
András Lapis: Löws Büste im Pantheon am Dóm tér in Szeged

Immanuel Löw (geboren am 20. Januar 1854 in Szeged; gestorben am 19. Juli 1944 in Budapest) war ein ungarischer Rabbiner und Gelehrter.

## Leben
Immanuel Löw, Sohn von Leopold Löw, übernahm drei Jahre nach dem Tod seines Vaters 1878 das Amt des Rabbiners der südostungarischen Stadt Szeged. Von 1889 bis 1900 veröffentlichte er in fünf Bänden die gesammelten Schriften seines Vaters. Er studierte an der Hochschule für die Wissenschaft des Judentums in Berlin und an der Universität Leipzig. Für die 1903 erbaute Neue Synagoge in Szeged (Architekt: Lipót Baumhorn) steuerte er die Pläne und die Entwürfe der Glasfenster bei. Während des Weißen Terrors und der Gegenrevolution in Ungarn 1920–1921 wurde Löw staatsfeindlicher Äußerungen gegenüber Reichsverweser Horthy beschuldigt und saß deswegen 13 Monate lang im Gefängnis ein. Dort arbeitete er an seinem vierbändigen Werk Die Flora der Juden, das 1924 bis 1934 in Wien und Leipzig erschien. Ab 1927 vertrat er die „Neologie“-Gemeinden (etwa ähnlich zum Konservativen Judentum) im Oberhaus des ungarischen Parlaments und war auch Mitglied der Jewish Agency. Zwei Monate nach seinem 90. Geburtstag erfolgte die deutsche Besetzung Ungarns. Löw wurde zunächst in einer Ziegelei im Ghetto festgehalten und dann in einem Deportationszug in den sicheren Tod geschickt. In Budapest wurde er jedoch von zionistischen Arbeitern befreit und starb noch im selben Jahr in der ungarischen Hauptstadt.

## Werk
Wie sein Vater war Löw ein großer Prediger in der ungarischen Sprache, und zwischen 1900 und 1939 wurden Hunderte seiner Ansprachen in vier Bänden veröffentlicht. 1883 veröffentlichte er ein ungarisches Gebetbuch für Frauen und übersetzte das Hohelied sowie einige Psalmen ebenfalls ins Ungarische.
Löws Ruhm als Gelehrter beruht hauptsächlich auf seinen Pionierarbeiten im Bereich der talmudischen und rabbinischen Lexikographie sowie im Studium von Pflanzennamen. Dieses besondere Interesse zeigt sich schon in seiner Doktorarbeit Aramäische Pflanzennamen (1879) sowie in Meleagros aus Gedera und die Flora Aramaea (1883). Ein halbes Jahrhundert später fanden diese Forschungsarbeiten in der vierbändigen Flora der Juden (1924–1934) ihre Krönung. Löw erforschte systematisch die Grundlagen der Pflanzenterminologie in verschiedenen Perioden der hebräischen und aramäischen Sprache, beherrschte die neusten wissenschaftlichen Methoden auf diesem Gebiet, machte sich mit literarischen Quellen von Pflanzennamen vertraut und machte sorgfältigen Gebrauch von Manuskriptmaterial. Mit Hilfe von semitischen Sprachen, vor allem dem Syrischen, trug er zur Klärung von Etymologien bei. Seine Flora der Juden brachte die phänologischen, die biblischen und die botanischen Aspekte auf einen Nenner, wobei er sich vorwiegend an die ursprünglichen, hebräischen Namen hielt; das Buch gilt heute noch als eines der Hauptwerke über biblische Botanik.
Sowohl im Bereich der Fauna als auch der Mineralien veröffentlichte er in gelehrten Publikationen weitere Beiträge. Sein Manuskript Mineralien der Juden ging jedoch in den tragischen Ereignissen von 1944 verloren. Ein Teil seines literarischen Nachlasses ging an die Jüdische National- und Universitätsbibliothek in Jerusalem über, ein weiterer Teil an das Rabbinerseminar Budapest. 1969 wurde Fauna und Mineralien der Juden mit einer Einführung von Alexander Scheiber, dem Direktor des Budapester Rabbinerseminars, herausgegeben.